# Nicolai Christian Møhl
Nicolai Christian Møhl (født 28. juli 1798 i København, død 3. november 1830) var læge og en søn af havnekontrollør, kammerråd Hans Christian Møhl og Maria Achton født Fabricius.
Møhl dimitterede fra Metropolitanskolen i 1816 og i høj grad åndslivlig og ideelt anlagt kastede han sig over studiet af filosofi, æstetik og poesi, og i sit gæstfrie og for tidens rørelser interesserede fædrenehjem samlede han hurtig de fleste af tidens unge akademiske begavelser og trådte i nært venskabsforhold til dem, først og fremmest til Poul Martin Møller. I den af denne kreds udviklede virksomhed, Tylvtens felttog mod Baggesen og disputereselskabet Lycæums forhandlinger, tog han fremtrædende del. Til Rahbeks hus blev han også tidlig nøje knyttet. Efter at han, pludselig og energisk, havde vendt sig til lægevidenskaben, absolverede han i 1822 den medicinske eksamen og fik samme år Universitetets guldmedalje for besvarelsen af den medicinske prisopgave. Fra 1821 fungerede han som medicinsk kandidat ved Frederiks Hospital, i 1824 udnævntes han til reservemedikus derved. I 1824 virkede han i øvrigt som læge ved den på grund af en udbredt heftig koppeepidemi oprettede karantæne- og sygeanstalt på Søkvæsthuset; i det halve år, han således fuldt lod sig afspærre fra yderverdenen, fordybede han sig meget intensivt i undersøgelser af koppernes patologiske forhold, som hvis resultat han publicerede både særdeles instruktive beretninger fra sygeanstalten og en større, på latin skreven afhandling (De varioloidibus et varicellis), der vakte megen anerkendende opmærksomhed i udlandet og i 1827 forskaffede ham den medicinske doktorgrad i Halle. I sommeren 1825 ledede han, efter Herholdts afskedigelse, med megen dygtighed den medicinske afdeling på Frederiks Hospital, 1826 blev han adjunkt ved Fysikatet i København. I 1829 udnævntes han til lektor, i 1830 til professor ekstraordinær i det medicinske fakultet med lægemiddellære og retsmedicin som særlige fag. Af det i 1829 stiftede, toneangivende Maanedsskrift for Litteratur blev han medredaktør.
Ved denne tid begyndte en tungsindig stemning mere og mere at vinde magt over hans sind. Den afgørende Årsag hertil var vistnok en håbløs kærlighed, om hvis genstand der i øvrigt råder nogen uvished; efter fru Heibergs fremstilling var hun den forgæves attråede, efter Møhls nærmeste slægts antagelse var det derimod madam Wexschall. Han fordybede sig særlig i Byrons digtning, blev sygelig skeptisk, bitter og livstræt. Hans kritisk sandhedssøgende ånd led i tiltagende grad under den uundgåelige konflikt mellem de strenge ideelle krav, han stillede til sig selv og andre, og umuligheden af at få disse krav fyldestgjorte i den konkrete verden. Også som læge og universitetslærer overvældedes han, trods den største samvittighedsfuldhed, bestandig mere af en sygelig følelse af mistvivl og uformuenhed; et ham påhvilende akademisk opponenthverv gyste han nu tilbage for, skønt tidligere en øvet latinsk disputator. En formentlig krænkelse, der overgik ham under afholdelse af farmaceutisk eksamen ved eksamenskommissionens ansete medlem apoteker Jacob Møllers kritiserende optræden, synes at have bragt bægeret til at flyde over. Umiddelbart efter denne hændelse, natten til 3. november 1830, kun 3 uger efter udnævnelsen til professor, døde han pludselig – "af et apoplektisk Tilfælde" hedder det i hans ven Davids smukke nekrolog over ham i Maanedsskrift for Litteratur, der ligesom den øvrige periodiske presse i de varmeste ord fremhævede hans begavelse og ædle personlige egenskaber. Ingen var dog i tvivl om, at han havde berøvet sig livet.